# Nobelpriset i fysik
Nobelpriset i fysik är ett av de fem Nobelprisen, inrättade genom Alfred Nobels testamente. Alfred Nobel specificerade att ett av prisen skulle gå till den som under det gångna året "inom fysikens område har gjort den viktigaste upptäckt eller uppfinning".
Pristagarna utses i början av oktober varje år av den svenska Kungliga Vetenskapsakademien, och priset delas normalt ut 10 december i konserthuset i Stockholm då pristagarna får motta priset ur konungens hand. Priset har delats ut 118 gånger sedan 1901. Vid sex tillfällen har inget fysikpris delats ut: 1916, 1931, 1934, 1940, 1941 och 1942. Vid 47 tillfällen har priset delats ut till en pristagare, 33 priser har priset delats mellan två pristagare och vid 38 tillfällen har tre mottagare fått dela på priset.
Bland de 226 personer som fram till och med 2024 har mottagit Nobelpriset i fysik har fem varit kvinnor. Den senaste är Anne L'Huillier som 2023 fick Nobelpriset ”för experimentella metoder som genererar attosekundpulser av ljus för studier av elektrondynamik i materia”. Den yngsta pristagaren är Lawrence Bragg som var 25 år när han 1915 tilldelades priset tillsammans med sin far för upptäckten av röntgenkristallografi och Braggs lag. Den äldsta pristagaren är Arthur Ashkin som var 96 år när han 2018 tilldelades priset för sin uppfinning av optiska pincetter och deras tillämpning på biologiska system. John Bardeen är den enda som har tilldelats priset två gånger, 1957 och 1972.

## Sorterbar lista över pristagare
| År   | Pristagare             | Pristagare                     | Nationalitet            | Ämne eller motivering |
| ---- | ---------------------- | ------------------------------ | ----------------------- | --- |
| 1901 |                        | Wilhelm Röntgen                | Tyskland                | Röntgenstrålning |
| 1902 |                        | Hendrik Lorentz                | Nederländerna           | Zeemaneffekt |
| 1902 | Pieter Zeeman          |                                | Nederländerna           | Zeemaneffekt |
| 1903 |                        | Henri Becquerel                | Frankrike               | Radioaktivitet |
| 1903 | Pierre Curie           |                                | Frankrike               | Radioaktivitet |
| 1903 |                        | Marie Skłodowska-Curie         | Frankrike / Polen       | Radioaktivitet |
| 1904 |                        | Lord Rayleigh                  | Storbritannien          | Upptäckten av argon |
| 1905 |                        | Philipp Lenard                 | Tyskland                | katodstrålarna |
| 1906 |                        | J.J. Thomson                   | Storbritannien          | Elektrisk ledning i gaser |
| 1907 |                        | Albert Abraham Michelson       | USA                     | Michelson–Morleys experiment |
| 1908 |                        | Gabriel Lippmann               | Frankrike               | Färgfotografering |
| 1909 |                        | Guglielmo Marconi              | Italien                 | Trådlös telegrafi |
| 1909 |                        | Ferdinand Braun                | Tyskland                | Trådlös telegrafi |
| 1910 |                        | Johannes Diderik van der Waals | Nederländerna           | Tillståndekvationer för vätskor och gaser, van der Waals lag                                                                           |
| 1911 |                        | Wilhelm Wien                   | Tyskland                | Wiens lag |
| 1912 |                        | Gustaf Dalén                   | Sverige                 | AGA-fyr |
| 1913 |                        | Heike Kamerlingh Onnes         | Nederländerna           | Flytande helium |
| 1914 |                        | Max von Laue                   | Tyskland                | Röntgendiffraktion |
| 1915 |                        | William Bragg                  | Storbritannien          | Braggdiffraktion |
| 1915 | Lawrence Bragg         |                                | Storbritannien          | Braggdiffraktion |
| 1916 |                        | Inget pris utdelades (a)       |                         | |
| 1917 |                        | Charles Glover Barkla          | Storbritannien          | Karakteristisk röntgenstrålning |
| 1918 |                        | Max Planck                     | Tyskland                | Plancks strålningslag |
| 1919 |                        | Johannes Stark                 | Tyskland                | Starkeffekten |
| 1920 |                        | Charles Edouard Guillaume      | Frankrike               | Invar |
| 1921 |                        | Albert Einstein                | Tyskland                | Fotoelektrisk effekt |
| 1922 |                        | Niels Bohr                     | Danmark                 | Bohrs atommodell |
| 1923 |                        | Robert A. Millikan             | USA                     | Millikans oljedroppsförsök, fotoelektrisk effekt                                                                                       |
| 1924 |                        | Manne Siegbahn                 | Sverige                 | Röntgenemissionspektroskopi |
| 1925 |                        | James Franck                   | Tyskland                | Undersökning av energinivåer i atomer med hjälp av elektroner, Franck-Hertz försök                                                     |
| 1925 | Gustav Hertz           |                                | Tyskland                | Undersökning av energinivåer i atomer med hjälp av elektroner, Franck-Hertz försök                                                     |
| 1926 |                        | Jean Baptiste Perrin           | Frankrike               | Materiens diskontinuerliga struktur och sedimentationsjämvikt                                                                          |
| 1927 |                        | Arthur Compton                 | USA                     | Comptonspridning |
| 1927 |                        | C.T.R. Wilson                  | Storbritannien          | Wilsonkammare |
| 1928 |                        | Owen Willans Richardson        | Storbritannien          | Termionisk emission |
| 1929 |                        | Louis de Broglie               | Frankrike               | de Broglie-våglängd |
| 1930 |                        | Chandrasekhara Venkata Raman   | Indien                  | Ramanspridning |
| 1931 |                        | Inget pris utdelades (a)       |                         | |
| 1932 |                        | Werner Heisenberg              | Tyskland                | Kvantmekanik |
| 1933 |                        | Erwin Schrödinger              | Österrike               | Atomfysik |
| 1933 |                        | Paul Dirac                     | Storbritannien          | Atomfysik |
| 1934 |                        | Inget pris utdelades (b)       |                         | |
| 1935 |                        | James Chadwick                 | Storbritannien          | Upptäckten av neutronen |
| 1936 |                        | Victor F. Hess                 | Österrike               | Kosmisk strålning |
| 1936 |                        | Carl D. Anderson               | USA                     | Positronen |
| 1937 |                        | George Paget Thomson           | USA                     | Diffraktion av elektroner |
| 1937 |                        | Clinton Davisson               | Storbritannien          | Diffraktion av elektroner |
| 1938 |                        | Enrico Fermi                   | Italien                 | Neutroninfångning |
| 1939 |                        | Ernest Lawrence                | USA                     | Cyklotronen |
| 1940 |                        | Inget pris utdelades (b)       |                         | |
| 1941 |                        | Inget pris utdelades (b)       |                         | |
| 1942 |                        | Inget pris utdelades (b)       |                         | |
| 1943 |                        | Otto Stern                     | USA                     | Protonens magnetiska moment |
| 1944 |                        | Isidor Isaac Rabi              | USA                     | Atomkärnors magnetiska egenskaper |
| 1945 |                        | Wolfgang Pauli                 | Österrike               | Paulis uteslutningsprincip |
| 1946 |                        | Percy W. Bridgman              | USA                     | Högtrycksfysik |
| 1947 |                        | Sir Edward Victor Appleton     | Storbritannien          | F-skiktet i jonosfären |
| 1948 |                        | Patrick M.S. Blackett          | Storbritannien          | Kosmisk strålning |
| 1949 |                        | Hideki Yukawa                  | Japan                   | Pi-meson |
| 1950 |                        | Cecil Powell                   | Storbritannien          | Pi-meson |
| 1951 |                        | Sir John Cockcroft             | Storbritannien          | Kärnfysik |
| 1951 |                        | Ernest Walton                  | Irland                  | Kärnfysik |
| 1952 |                        | Felix Bloch                    | USA                     | Kärnmagnetisk resonans |
| 1952 | Edward M. Purcell      |                                | USA                     | Kärnmagnetisk resonans |
| 1953 |                        | Frits Zernike                  | Nederländerna           | Faskontrastmikroskop |
| 1954 |                        | Max Born                       | Storbritannien          | Kvantmekanik |
| 1954 |                        | Walther Bothe                  | Tyskland                | Kvantmekanik |
| 1955 |                        | Willis E. Lamb                 | USA                     | Vätespektrums finstruktur |
| 1955 |                        | Polykarp Kusch                 | USA                     | Precisionsbestämning av elektronens magnetiska moment                                                                                  |
| 1956 |                        | William B. Shockley            | USA                     | Transistorn |
| 1956 | John Bardeen           |                                | USA                     | Transistorn |
| 1956 | Walter H. Brattain     |                                | USA                     | Transistorn |
| 1957 |                        | Chen Ning Yang                 | Kina                    | Paritet |
| 1957 | Tsung-Dao Lee          |                                | Kina                    | Paritet |
| 1958 |                        | Pavel Tjerenkov                | Sovjetunionen           | Tjerenkovstrålning |
| 1958 | Ilja M. Frank          |                                | Sovjetunionen           | Tjerenkovstrålning |
| 1958 | Igor Jevgenjevitj Tamm |                                | Sovjetunionen           | Tjerenkovstrålning |
| 1959 |                        | Emilio Segrè                   | USA                     | Antiprotonen |
| 1959 | Owen Chamberlain       |                                | USA                     | Antiprotonen |
| 1960 |                        | Donald A. Glaser               | USA                     | Bubbelkammare |
| 1961 |                        | Robert Hofstadter              | USA                     | Elektronspridning i atomkärnor och nukleonernas struktur                                                                               |
| 1961 |                        | Rudolf Mössbauer               | Västtyskland            | Mössbauereffekten |
| 1962 |                        | Lev Landau                     | Sovjetunionen           | Suprafluiditet |
| 1963 |                        | Eugene Wigner                  | USA                     | Kvantgruppteori; Skalmodellen inom kärnfysik                                                                                           |
| 1963 | Maria Goeppert-Mayer   |                                | USA                     | Kvantgruppteori; Skalmodellen inom kärnfysik                                                                                           |
| 1963 |                        | J. Hans D. Jensen              | Västtyskland            | Kvantgruppteori; Skalmodellen inom kärnfysik                                                                                           |
| 1964 |                        | Charles H. Townes              | USA                     | Maser och laser |
| 1964 |                        | Nikolaj G. Basov               | Sovjetunionen           | Maser och laser |
| 1964 | Aleksandr M. Prochorov |                                | Sovjetunionen           | Maser och laser |
| 1965 |                        | Shinichiro Tomonaga            | Japan                   | Kvantelektrodynamik |
| 1965 |                        | Julian Schwinger               | USA                     | Kvantelektrodynamik |
| 1965 | Richard Feynman        |                                | USA                     | Kvantelektrodynamik |
| 1966 |                        | Alfred Kastler                 | Frankrike               | Atomspektroskopi |
| 1967 |                        | Hans Bethe                     | USA                     | Teorin för kärnreaktioner, energiproduktion i stjärnor                                                                                 |
| 1968 |                        | Luis Alvarez                   | USA                     | Partikelfysik |
| 1969 |                        | Murray Gell-Mann               | USA                     | Kvarkmodellen |
| 1970 |                        | Hannes Alfvén                  | Sverige                 | Magnetohydrodynamik |
| 1970 |                        | Louis Néel                     | Frankrike               | Antiferromagnetism |
| 1971 |                        | Dennis Gabor                   | Storbritannien          | Holografi |
| 1972 |                        | John Bardeen                   | USA                     | BCS-teorin |
| 1972 | Leon Cooper            |                                | USA                     | BCS-teorin |
| 1972 | Robert Schrieffer      |                                | USA                     | BCS-teorin |
| 1973 |                        | Leo Esaki                      | Japan                   | Tunneleffekt |
| 1973 |                        | Ivar Giæver                    | Norge/USA               | Tunneleffekt |
| 1973 |                        | Brian D. Josephson             | Storbritannien          | Josephson-effekt |
| 1974 |                        | Martin Ryle                    | Storbritannien          | Radioastronomi |
| 1974 |                        | Antony Hewish                  | Storbritannien          | Pulsar |
| 1975 |                        | Aage Bohr                      | Danmark                 | Kärnfysik |
| 1975 | Ben R. Mottelson       |                                | Danmark                 | Kärnfysik |
| 1975 |                        | James Rainwater                | USA                     | Kärnfysik |
| 1976 |                        | Burton Richter                 | USA                     | J/ψ-partikel |
| 1976 | Samuel C.C. Ting       |                                | USA                     | J/ψ-partikel |
| 1977 |                        | Philip W. Anderson             | USA                     | Magnetism |
| 1977 | John H. van Vleck      |                                | USA                     | Magnetism |
| 1977 |                        | Sir Nevill F. Mott             | Storbritannien          | Magnetism |
| 1978 |                        | Pjotr Kapitsa                  | Sovjetunionen           | Suprafluiditet |
| 1978 |                        | Arno Penzias                   | USA                     | Kosmisk bakgrundsstrålning |
| 1978 | Robert Woodrow Wilson  |                                | USA                     | Kosmisk bakgrundsstrålning |
| 1979 |                        | Sheldon Glashow                | USA                     | Svag växelverkan |
| 1979 | Steven Weinberg        |                                | USA                     | Svag växelverkan |
| 1979 |                        | Abdus Salam                    | Pakistan                | Svag växelverkan |
| 1980 |                        | James Cronin                   | USA                     | För upptäckten av brott mot fundamentala symmetrier (CP-brottet) i det neutrala K-meson systemet                                       |
| 1980 | Val Fitch              |                                | USA                     | För upptäckten av brott mot fundamentala symmetrier (CP-brottet) i det neutrala K-meson systemet                                       |
| 1981 |                        | Nicolaas Bloembergen           | USA                     | Laserspektroskopi |
| 1981 | Arthur L. Schawlow     |                                | USA                     | Laserspektroskopi |
| 1981 |                        | Kai Siegbahn                   | Sverige                 | Elektronspektroskopi |
| 1982 |                        | Kenneth G. Wilson              | USA                     | Kritisk punkt |
| 1983 |                        | Subramanyan Chandrasekhar      | USA                     | Chandrasekhargränsen |
| 1983 | William A. Fowler      |                                | USA                     | Chandrasekhargränsen |
| 1984 |                        | Carlo Rubbia                   | Italien                 | Upptäckten av W- och Z-bosonerna |
| 1984 |                        | Simon van der Meer             | Nederländerna           | Upptäckten av W- och Z-bosonerna |
| 1985 |                        | Klaus von Klitzing             | Västtyskland            | Kvant-Halleffekt |
| 1986 |                        | Ernst Ruska                    | Västtyskland            | Elektronmikroskopet |
| 1986 |                        | Gerd Binnig                    | Västtyskland            | Sveptunnelmikroskopet |
| 1986 |                        | Heinrich Rohrer                | Schweiz                 | Sveptunnelmikroskopet |
| 1987 |                        | J. Georg Bednorz               | Västtyskland            | Högtemperatursupraledare |
| 1987 |                        | K. Alexander Müller            | Schweiz                 | Högtemperatursupraledare |
| 1988 |                        | Leon M. Lederman               | USA                     | Myonneutrino |
| 1988 | Melvin Schwartz        |                                | USA                     | Myonneutrino |
| 1988 | Jack Steinberger       |                                | USA                     | Myonneutrino |
| 1989 |                        | Norman F. Ramsey               | USA                     | Maser |
| 1989 |                        | Hans G. Dehmelt                | USA                     | Jonfälla |
| 1989 |                        | Wolfgang Paul                  | Västtyskland            | Jonfälla |
| 1990 |                        | Jerome I. Friedman             | USA                     | Kvarkar |
| 1990 | Henry Way Kendall      |                                | USA                     | Kvarkar |
| 1990 |                        | Richard E. Taylor              | Kanada                  | Kvarkar |
| 1991 |                        | Pierre-Gilles de Gennes        | Frankrike               | Flytande kristaller |
| 1992 |                        | Georges Charpak                | Frankrike               | Partikeldetektor |
| 1993 |                        | Russell A. Hulse               | USA                     | Gravitationsvågor |
| 1993 | Joseph Taylor          |                                | USA                     | Gravitationsvågor |
| 1994 |                        | Bertram N. Brockhouse          | Kanada                  | Neutrondiffraktion |
| 1994 |                        | Clifford G. Shull              | USA                     | Neutronspektroskopi |
| 1995 |                        | Martin L. Perl                 | USA                     | Tau-lepton |
| 1995 |                        | Frederick Reines               | USA                     | Neutrino |
| 1996 |                        | David M. Lee                   | USA                     | Suprafluiditet i helium-3 |
| 1996 | Douglas D. Osheroff    |                                | USA                     | Suprafluiditet i helium-3 |
| 1996 | Robert C. Richardson   |                                | USA                     | Suprafluiditet i helium-3 |
| 1997 |                        | Steven Chu                     | USA                     | Laserkylning |
| 1997 | William D. Phillips    |                                | USA                     | Laserkylning |
| 1997 |                        | Claude Cohen-Tannoudji         | Frankrike               | Laserkylning |
| 1998 |                        | Robert B. Laughlin             | USA                     | Fraktionell kvant-Halleffekt |
| 1998 | Daniel C. Tsui         |                                | USA                     | Fraktionell kvant-Halleffekt |
| 1998 |                        | Horst L. Störmer               | Tyskland                | Fraktionell kvant-Halleffekt |
| 1999 |                        | Gerardus 't Hooft              | Nederländerna           | Svag växelverkan |
| 1999 | Martinus J.G. Veltman  |                                | Nederländerna           | Svag växelverkan |
| 2000 |                        | Zjores Alfjorov                | Ryssland                | Optoelektronik |
| 2000 |                        | Herbert Kroemer                | Tyskland                | Optoelektronik |
| 2000 |                        | Jack S. Kilby                  | USA                     | Den integrerade kretsen |
| 2001 |                        | Eric Cornell                   | USA                     | Bose–Einstein-kondensation |
| 2001 | Carl Wieman            |                                | USA                     | Bose–Einstein-kondensation |
| 2001 |                        | Wolfgang Ketterle              | Tyskland                | Bose–Einstein-kondensation |
| 2002 |                        | Raymond Davis Jr.              | USA                     | Neutrinoastronomi |
| 2002 |                        | Masatoshi Koshiba              | Japan                   | Neutrinoastronomi |
| 2002 |                        | Riccardo Giacconi              | USA                     | Röntgenastronomi |
| 2003 |                        | Alexej A. Abrikosov            | USA                     | Supraledning |
| 2003 | Anthony J. Leggett     |                                | USA                     | Supraledning |
| 2003 |                        | Vitalij L. Ginzburg            | Ryssland                | Supraledning |
| 2004 |                        | David J. Gross                 | USA                     | Stark växelverkan |
| 2004 | H. David Politzer      |                                | USA                     | Stark växelverkan |
| 2004 | Frank Wilczek          |                                | USA                     | Stark växelverkan |
| 2005 |                        | Roy J. Glauber                 | USA                     | Optisk koherens |
| 2005 |                        | John L. Hall                   | USA                     | Laserspektroskopi |
| 2005 |                        | Theodor W. Hänsch              | Tyskland                | Laserspektroskopi |
| 2006 |                        | John C. Mather                 | USA                     | Kosmisk bakgrundsstrålning |
| 2006 | George F. Smoot        |                                | USA                     | Kosmisk bakgrundsstrålning |
| 2007 |                        | Albert Fert                    | Frankrike               | Jättemagnetoresistans |
| 2007 |                        | Peter Grünberg                 | Tyskland                | Jättemagnetoresistans |
| 2008 |                        | Yoichiro Nambu                 | USA                     | "för upptäckten av mekanismen för spontant symmetribrott inom den subatomära fysiken"                                                  |
| 2008 |                        | Makoto Kobayashi               | Japan                   | "för upptäckten av ursprunget till det symmetribrott som förutsäger att naturen måste ha minst tre familjer av kvarkar"                |
| 2008 | Toshihide Maskawa      |                                | Japan                   | "för upptäckten av ursprunget till det symmetribrott som förutsäger att naturen måste ha minst tre familjer av kvarkar"                |
| 2009 |                        | Charles K. Kao                 | Kina/Storbritannien     | "för banbrytande insatser angående ljustransmission i fibrer för optisk kommunikation"                                                 |
| 2009 |                        | Willard S. Boyle               | Kanada                  | "för uppfinningen av en avbildande halvledarkrets – CCD-detektorn"                                                                     |
| 2009 |                        | George E. Smith                | USA                     | "för uppfinningen av en avbildande halvledarkrets – CCD-detektorn"                                                                     |
| 2010 |                        | Andre Geim                     | Nederländerna           | "för banbrytande experiment rörande materialet grafen"                                                                                 |
| 2010 |                        | Konstantin Novoselov           | Ryssland/Storbritannien | "för banbrytande experiment rörande materialet grafen"                                                                                 |
| 2011 |                        | Saul Perlmutter                | USA                     | "för upptäckten av universums accelererande expansion genom observationer av avlägsna supernovor"                                      |
| 2011 | Adam Riess             |                                | USA                     | "för upptäckten av universums accelererande expansion genom observationer av avlägsna supernovor"                                      |
| 2011 |                        | Brian Schmidt                  | Australien/USA          | "för upptäckten av universums accelererande expansion genom observationer av avlägsna supernovor"                                      |
| 2012 |                        | David Wineland                 | USA                     | "för banbrytande experimentella metoder som möjliggör mätning och styrning av enstaka kvantsystem"                                     |
| 2012 |                        | Serge Haroche                  | Frankrike               | "för banbrytande experimentella metoder som möjliggör mätning och styrning av enstaka kvantsystem"                                     |
| 2013 |                        | François Englert               | Belgien                 | "för den teoretiska upptäckten av en mekanism som bidrar till förståelsen av massans ursprung hos subatomära partiklar"                |
| 2013 |                        | Peter Higgs                    | Storbritannien          | "för den teoretiska upptäckten av en mekanism som bidrar till förståelsen av massans ursprung hos subatomära partiklar"                |
| 2014 |                        | Isamu Akasaki                  | Japan                   | "för uppfinningen av effektiva blå lysdioder vilka möjliggjort ljusstarka och energisnåla vita ljuskällor"                             |
| 2014 | Hiroshi Amano          |                                | Japan                   | "för uppfinningen av effektiva blå lysdioder vilka möjliggjort ljusstarka och energisnåla vita ljuskällor"                             |
| 2014 |                        | Shuji Nakamura                 | USA                     | "för uppfinningen av effektiva blå lysdioder vilka möjliggjort ljusstarka och energisnåla vita ljuskällor"                             |
| 2015 |                        | Takaaki Kajita                 | Japan                   | "för upptäckten av neutrinooscillationer, som visar att neutriner har massa”                                                           |
| 2015 |                        | Arthur McDonald                | Kanada                  | "för upptäckten av neutrinooscillationer, som visar att neutriner har massa”                                                           |
| 2016 |                        | David J. Thouless              | Storbritannien/USA      | ”för teoretiska upptäckter av topologiska fasövergångar och topologiska materiefaser”                                                  |
| 2016 | Duncan Haldane         |                                | Storbritannien/USA      | ”för teoretiska upptäckter av topologiska fasövergångar och topologiska materiefaser”                                                  |
| 2016 | John M. Kosterlitz     |                                | Storbritannien/USA      | ”för teoretiska upptäckter av topologiska fasövergångar och topologiska materiefaser”                                                  |
| 2017 |                        | Rainer Weiss                   | USA                     | ”för avgörande bidrag till LIGO-detektorn och observationen av gravitationsvågor”                                                      |
| 2017 | Barry Barish           |                                | USA                     | ”för avgörande bidrag till LIGO-detektorn och observationen av gravitationsvågor”                                                      |
| 2017 | Kip Thorne             |                                | USA                     | ”för avgörande bidrag till LIGO-detektorn och observationen av gravitationsvågor”                                                      |
| 2018 |                        | Arthur Ashkin                  | USA                     | ”för banbrytande uppfinningar inom laserfysik”, särskilt ”för den optiska pincetten och dess tillämpning på biologiska system”         |
| 2018 |                        | Gérard Mourou                  | Frankrike               | ”för banbrytande uppfinningar inom laserfysik”, särskilt ”för deras metod att alstra högintensiva, ultrakorta optiska pulser”          |
| 2018 |                        | Donna Strickland               | Kanada                  | ”för banbrytande uppfinningar inom laserfysik”, särskilt ”för deras metod att alstra högintensiva, ultrakorta optiska pulser”          |
| 2019 |                        | James Peebles                  | USA                     | "för teoretiska upptäckter inom fysikalisk kosmologi"                                                                                  |
| 2019 |                        | Michel Mayor                   | Schweiz                 | "för upptäckten av en exoplanet i bana kring en solliknande stjärna”                                                                   |
| 2019 | Didier Queloz          |                                | Schweiz                 | "för upptäckten av en exoplanet i bana kring en solliknande stjärna”                                                                   |
| 2020 |                        | Roger Penrose                  | Storbritannien          | "för upptäckten att bildandet av svarta hål är en robust förutsägelse av den allmänna relativitetsteorin"                              |
| 2020 |                        | Reinhard Genzel                | Tyskland                | "för upptäckten av ett supermassivt kompakt objekt i Vintergatans centrum”                                                             |
| 2020 |                        | Andrea Ghez                    | USA                     | "för upptäckten av ett supermassivt kompakt objekt i Vintergatans centrum”                                                             |
| 2021 |                        | Syukuro Manabe                 | Japan                   | "för fysikalisk modellering av jordens klimat, kvantitativ analys av variationer och tillförlitlig förutsägelse av global uppvärmning" |
| 2021 |                        | Klaus Hasselmann               | Tyskland                | "för fysikalisk modellering av jordens klimat, kvantitativ analys av variationer och tillförlitlig förutsägelse av global uppvärmning" |
| 2021 |                        | Giorgio Parisi                 | Italien                 | "för upptäckten av hur oordning och fluktuationer samverkar i fysikaliska system från atomära till planetära skalor"                   |
| 2022 |                        | Alain Aspect                   | Frankrike               | "för experiment med sammanflätade fotoner som påvisat brott mot Bell-olikheter och banat väg för kvantinformationsvetenskap"           |
| 2022 |                        | John Clauser                   | USA                     | "för experiment med sammanflätade fotoner som påvisat brott mot Bell-olikheter och banat väg för kvantinformationsvetenskap"           |
| 2022 |                        | Anton Zeilinger                | Österrike               | "för experiment med sammanflätade fotoner som påvisat brott mot Bell-olikheter och banat väg för kvantinformationsvetenskap"           |
| 2023 |                        | Pierre Agostini                | Frankrike/USA           | "för experimentella metoder som genererar attosekundpulser av ljus för studier av elektrondynamik i materia"                           |
| 2023 |                        | Ferenc Krausz                  | Ungern/Österrike        | "för experimentella metoder som genererar attosekundpulser av ljus för studier av elektrondynamik i materia"                           |
| 2023 |                        | Anne L'Huillier                | Frankrike/Sverige       | "för experimentella metoder som genererar attosekundpulser av ljus för studier av elektrondynamik i materia"                           |
| 2024 |                        | John Hopfield                  | USA                     | "för grundläggande upptäckter och uppfinningar som möjliggör maskininlärning med artificiella neuronnätverk"                           |
| 2024 |                        | Geoffrey Hinton                | Storbritannien          | "för grundläggande upptäckter och uppfinningar som möjliggör maskininlärning med artificiella neuronnätverk"                           |

Fotnoter: (a) Prissumman fonderades i sin helhet till fysikprisfonden. (b) Prissumman fonderades med 1/3 till huvudfonden och 2/3 till fysikprisfonden